# Консул Конфедерації
Консул  Конфедерації (пол.: Konsyliarz konfederacji) - у І Речі Посполитій вища посадова особа, член виконавчої влади Конфедерації (Генеральна Рада, також відома як Generalnością), радник Маршала конфедерації, відповідальний за визначений напрямок роботи та обсяг завдань.
Кожна Конфедерація мала основний документ, в якому було вказано її мету, відомий як Акт Конфедерації. Членство в Конфедерації було добровільним і вимагало присяги. Виконавчу владу Конфедерації очолювали маршал і група консулів (радників), кожен з яких був відомий як konsyliarz konfederacji. Маршал і консули (радники) становили Генеральну Раду (generalność). Конфедерація також мала Велику Рада, подібну до парламенту (walna rada), яка приймала рішення більшістю голосів. Приблизно до середини 18 століття рішення Ради повинні були бути одностайними (т.з. право вето).